# Bathymyrus simus
Bathymyrus simus és una espècie de peix pertanyent a la família dels còngrids.

## Descripció
- Pot arribar a fer 19,5 cm de llargària màxima.
- Cap amb taques i franges fosques.
- 185 radis tous a l'aleta dorsal.[4]

## Hàbitat
És un peix marí, demersal i de clima tropical.

## Distribució geogràfica
Es troba al Pacífic occidental: el Vietnam i les illes Pescadores.

## Observacions
És inofensiu per als humans.